# Montet-et-Bouxal
Montet-et-Bouxal település Franciaországban, Lot megyében. Lakosainak száma 213 fő (2022. január 1.). Montet-et-Bouxal Gorses, Labathude, Sabadel-Latronquière, Saint-Cirgues, Sainte-Colombe és Saint-Médard-Nicourby községekkel határos.

## Népesség
A település népességének változása:
| Lakosok száma | 270  | 201  | 194  | 207  | 223  | 219  | 218  | 212  | 213  | 213  |
|               | 1968 | 1982 | 1990 | 2006 | 2013 | 2015 | 2017 | 2019 | 2020 | 2022 |